# Myrmarachne hoffmanni
Myrmarachne hoffmanni là một loài nhện trong họ Salticidae.
Loài này thuộc chi Myrmarachne. Myrmarachne hoffmanni được Embrik Strand miêu tả năm 1913.